# Kerkow (Angermünde)
Kerkow ist ein Ortsteil der Stadt Angermünde im Landkreis Uckermark in Brandenburg.

## Geographische Lage
Der Ortsteil liegt nördlich des Stadtzentrums. Nordwestlich liegt der weitere Ortsteil Mürow. Es folgen im Uhrzeigersinn der Wohnplatz Henriettenhof, der Ortsteil Dobberzin, das Stadtzentrum im Süden, der Wohnplatz Gehegemühle sowie im Nordwesten der Ortsteil Görlsdorf. Der nordwestliche Teil der Gemarkung befindet sich im Biosphärenreservat Schorfheide-Chorin. Der Dievenitzgraben fließt von Nordwesten kommend in südöstlicher Richtung durch den Ort und mündet außerhalb des Ortes in den Mündesee. Der überwiegende Teil der Gemarkung wird landwirtschaftlich genutzt; lediglich im Norden befindet sich ein kleines Waldstück.

## Geschichte

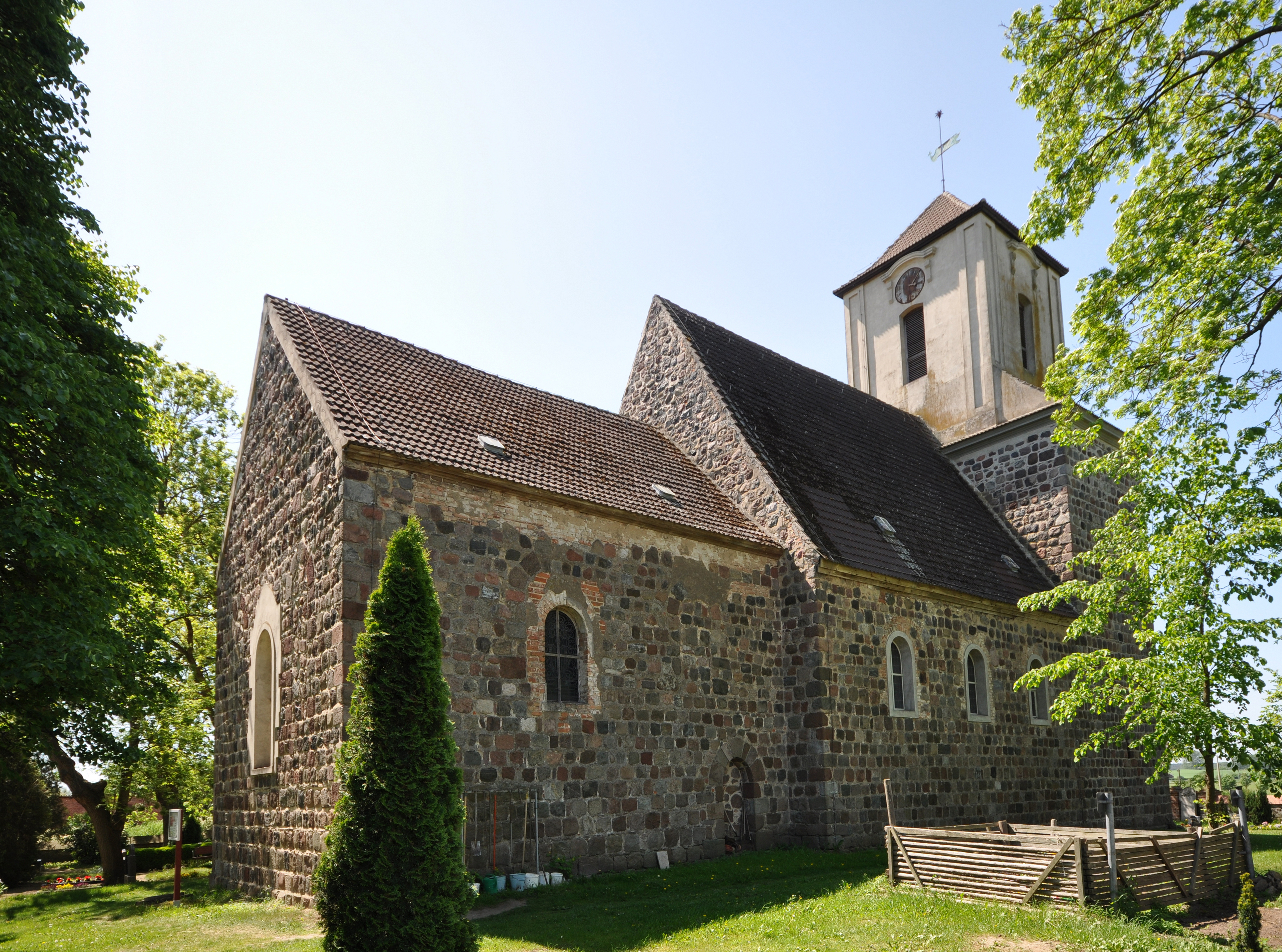
Dorfkirche Kerkow

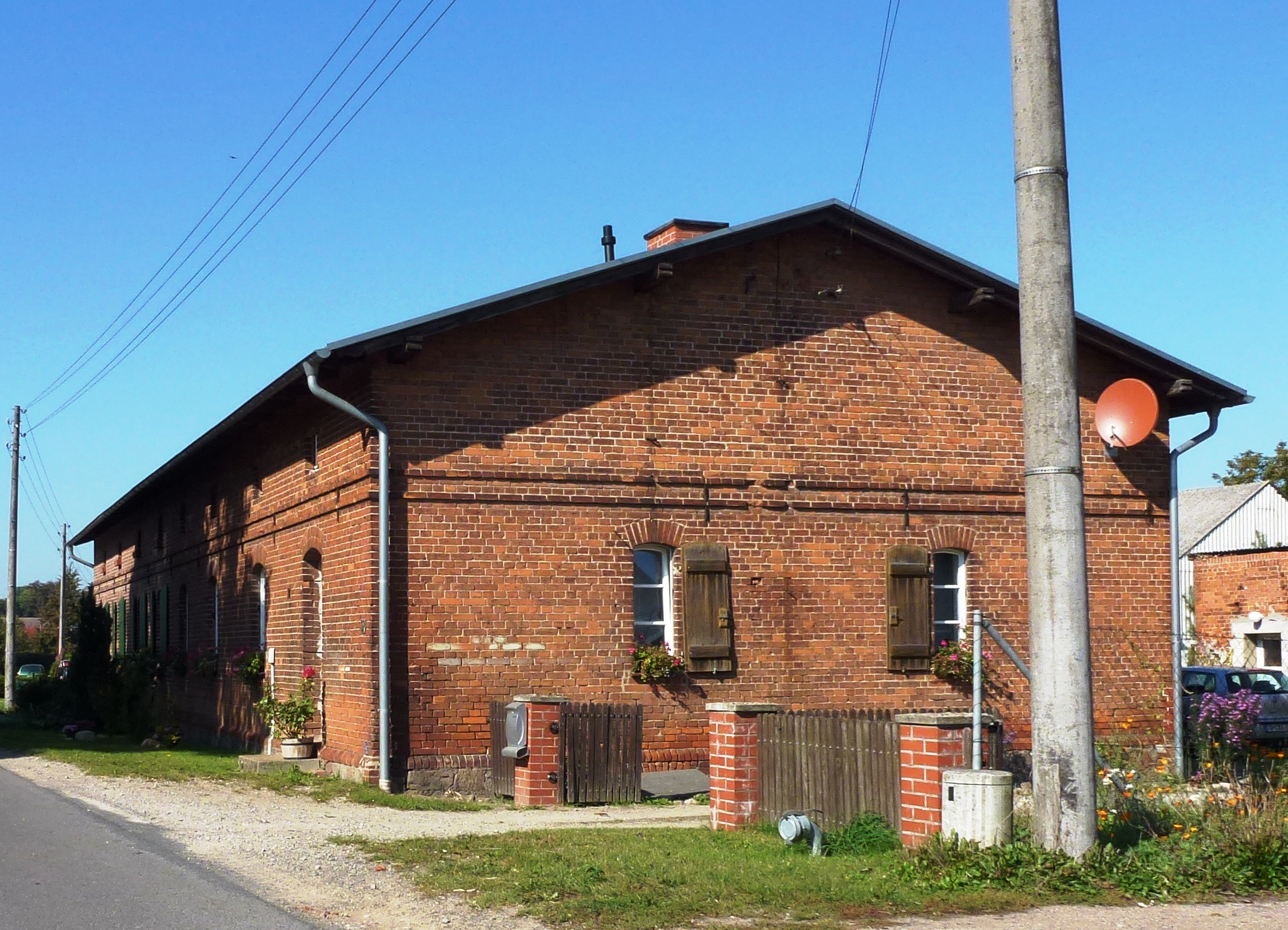
Denkmalgeschütztes Saisonarbeiterhaus in Kerkow

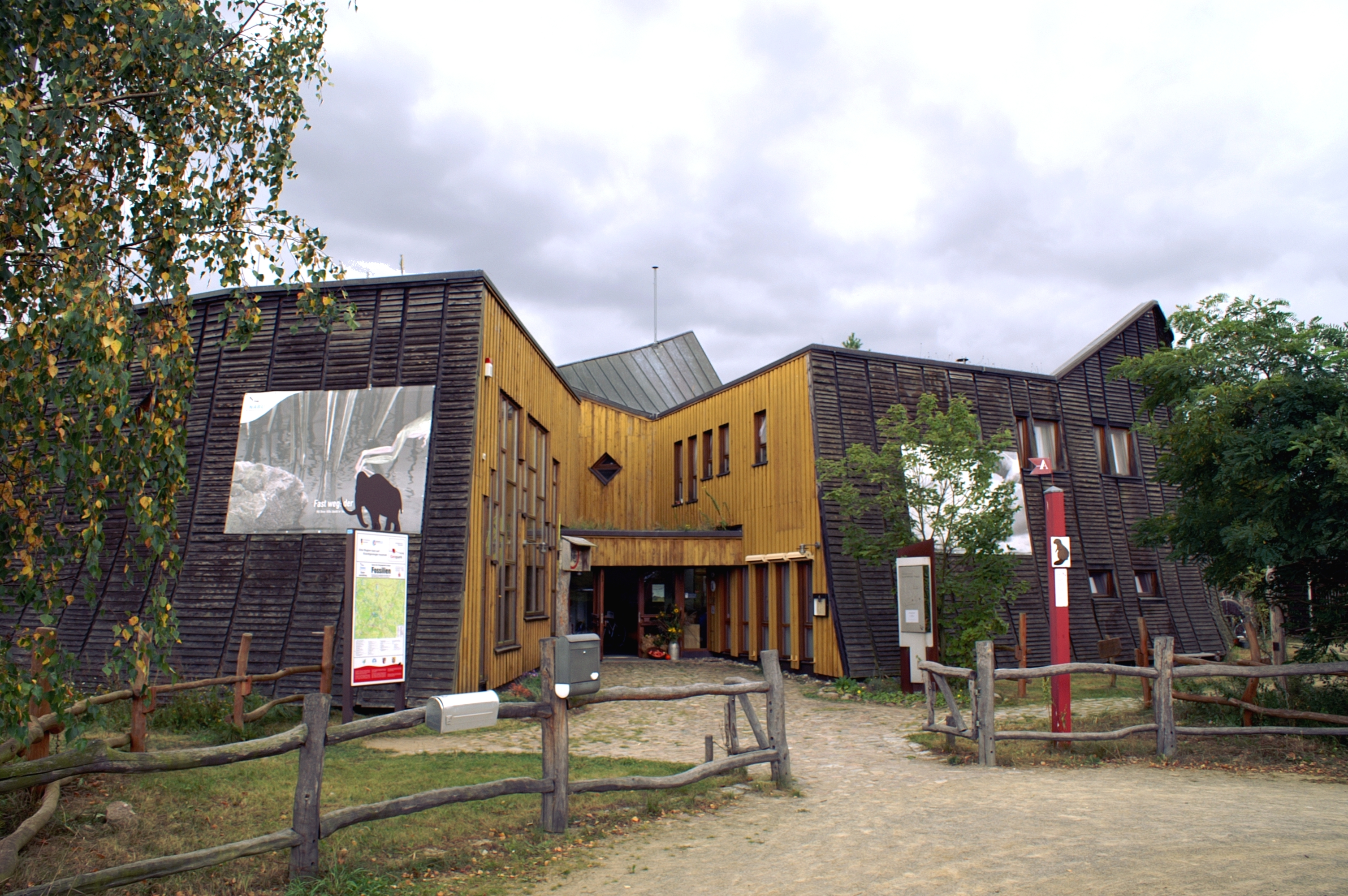
NABU-Naturerlebniszentrum Blumberger Mühle

Eine Familie von Kerkow wurde bereits in Urkunden aus dem 13. Jahrhundert erwähnt. Die Ortsgemeinschaft sieht daher das Jahr 1236 als ihre urkundliche Ersterwähnung an. Der Ort selbst erschien jedoch erst 1348, als der Falsche Woldemar der Stadt Angermünde „dat dorp tho Kerkow und die gantze marcke dez dorpes und alle, dat in der marcke lecht“ überschrieb. Dass Kerkow zu dieser Zeit bereits besiedelt war, belegt jedoch auch die Tatsache, dass es bereits Mitte des 13. Jahrhunderts eine Feldsteinkirche im Ort gab. Dieses Gebäude wurde im 15. Jahrhundert durch ein zweijochiges Sterngewölbe ergänzt. Nach 1468 vergrub eine bislang unbekannte Person auf dem Kirchfriedhof einen Schatz, der aus fast 500 Münzen bestand. Dieser wurde bei Bauarbeiten im Jahr 1931 geborgen.
Nach dem Dreißigjährigen Krieg kam es zu einem Streit zwischen dem Kerkower Gutsherren und der Stadt Angermünde. Da die Stadt Anteile am Dorf hielt, begehrte sie ein Mitspracherecht im Kirchenpatronat. Dieses wurde 1673 der Familie von Redern-Görlsdorf zugesprochen, die den Ort bis in das 18. Jahrhundert in deren Besitz hielt. Aus dem Jahr 1757 ist Wilhelm Heinrich Graf von Redern überliefert.
Laut Bratring gab es im Jahr 1805 im Ort Kerckow elf Ganzbauern, 18 Einlieger, eine Schmiede und einen Krug. Kerkow hatte zu dieser Zeit 224 Menschen, die 22 Feuerstellen betrieben und insgesamt 48 Hufen bewirtschafteten. Als Besitzer ist in Bratings Statistisch-topographischer Beschreibung der gesammten Mark Brandenburg ein Hofmarschall von Redern eingetragen.
Um 1900 bestand weiterhin im Ort eine Schmiede, die im Jahr 2019 unter Denkmalschutz steht. 1974 schlug ein Blitz in die Kirche ein und beschädigte das Bauwerk erheblich.
Am 26. Oktober 2003 wurde Kerkow nach Angermünde eingemeindet.

## Kultur und Sehenswürdigkeiten
- Dorfkirche Kerkow, Feldsteinkirche aus dem 13. Jahrhundert. Die Deckengestaltung wird von der Deutschen Stiftung Denkmalschutz als in der Uckermark „einzigartig“[5] bezeichnet.
- Denkmalgeschütztes Saisonarbeiterhaus
- NABU-Naturerlebniszentrum Blumberger Mühle

## Wirtschaft und Infrastruktur

### Unternehmen
Der größte Arbeitgeber ist das Gut Kerkow, das regionale Lebensmittel vermarktet. Daneben existieren im Ort einige Handwerksbetriebe sowie Landwirtschaftsbetriebe.

### Verkehr
Die Bahnstrecke Berlin–Szczecin führt durch Kerkow, jedoch ohne SPNV-Halt. Die Bundesstraße 198 führt von Nordwesten kommend in südöstlicher Richtung als zentrale Verbindungsachse durch den Ort. Die Buslinien 451, 457, 462 stellen Verbindungen nach Schwedt/Oder und Angermünde her. Dort befindet sich auch der nächstgelegene ICE-Bahnhof.